# John Joseph Fitzgerald

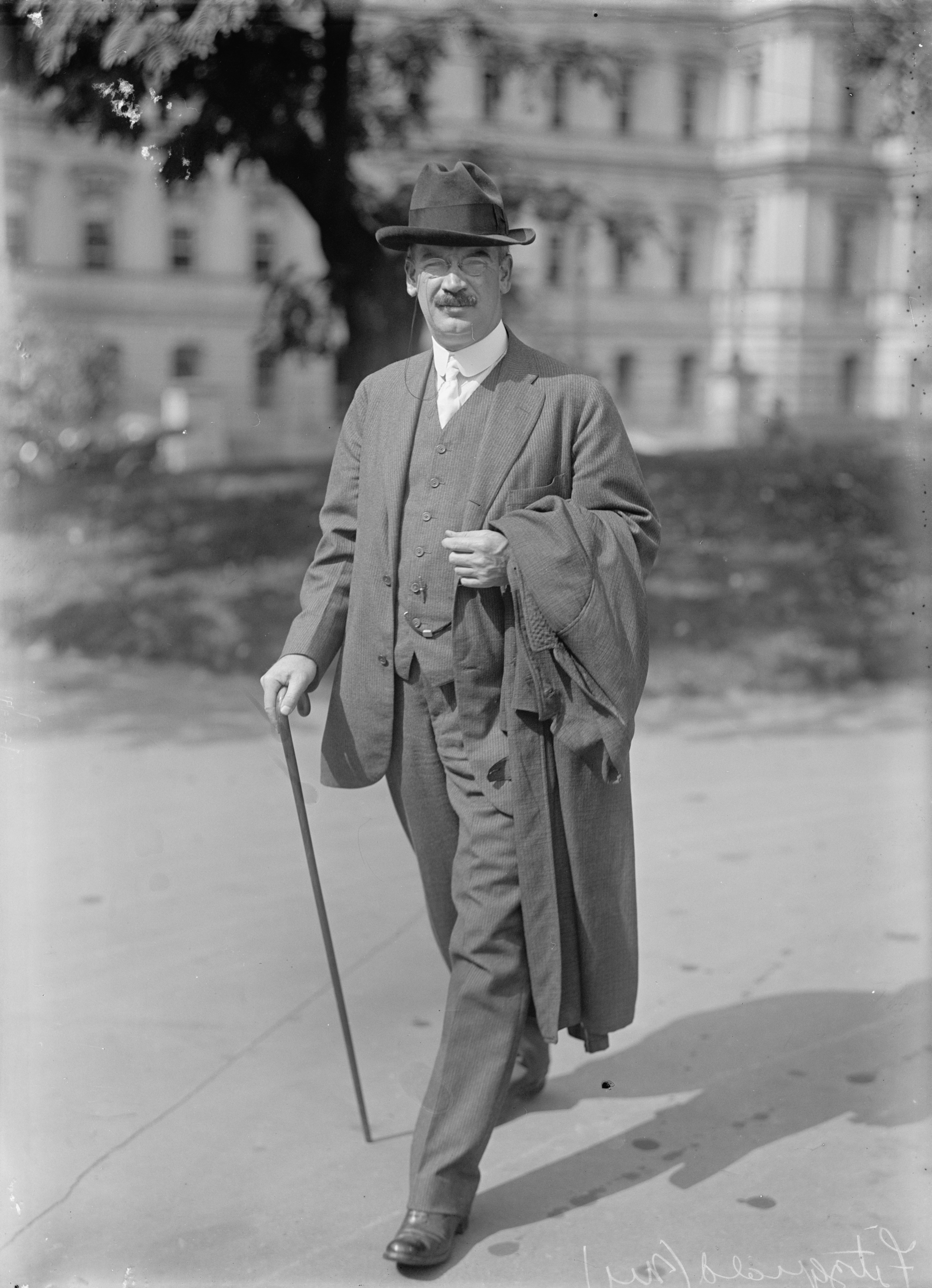
John J. Fitzgerald (1913)

John Joseph Fitzgerald (* 10. März 1872 in Brooklyn, New York City; † 13. Mai 1952 ebenda) war ein US-amerikanischer Politiker.
Fitzgerald besuchte bis 1891 das Manhattan College in New York City und studierte Jura an der New York Law School. 1893 wurde er in die Anwaltschaft aufgenommen und praktizierte nun in New York City.
Als Mitglied der Demokraten war Fitzgerald von 1900 bis 1928 Delegierter auf deren Democratic National Conventions. Daneben wurde er für seine Partei in den Kongress gewählt und vertrat dort vom 4. März 1899 bis zu seinem Rücktritt am 31. Dezember 1917 den Bundesstaat New York im Repräsentantenhaus der Vereinigten Staaten. Fitzgerald begann nun wieder in seinem alten Beruf zu praktizieren. Im März 1932 wurde er zum Bezirksrichter von Kings County ernannt, die Wahl erfolgte im November. Fitzgerald behielt dieses Amt bis zu seiner Pensionierung am 31. Dezember 1942. Er starb 1952 in Brooklyn und wurde auf dem St. John’s Cemetery in Middle Village in Queens beigesetzt. 